# オリンピスフ・スタディオン (アムステルダム)
オリンピス・スタディオン（オランダ語: Olympisch Stadion）はオランダ・北ホラント州アムステルダムにある多目的スタジアムである。1928年のアムステルダムオリンピック開催のために建設され、現在は大小様々なスポーツイベントに使用されている。

## 概要
当時の収容人数は34000人だったが、1937年に完成したロッテルダムのフェイエノールト・スタディオンの競合で収容人数をさらに64000人に増員したが、オリンピック終了後は、陸上競技やサッカー、スピードウェイ、ホッケーや自転車競技などが行われている。1996年のアムステルダム・アレナが完成するまでアヤックス・アムステルダムの本拠地として使用された。
2016年に当地でヨーロッパ陸上競技選手権大会の開催が決定された。またアムステルダムマラソンの発着点とし使用されている。2018年には当地で世界オールラウンドスピードスケート選手権大会が行われた。

## ギャラリー

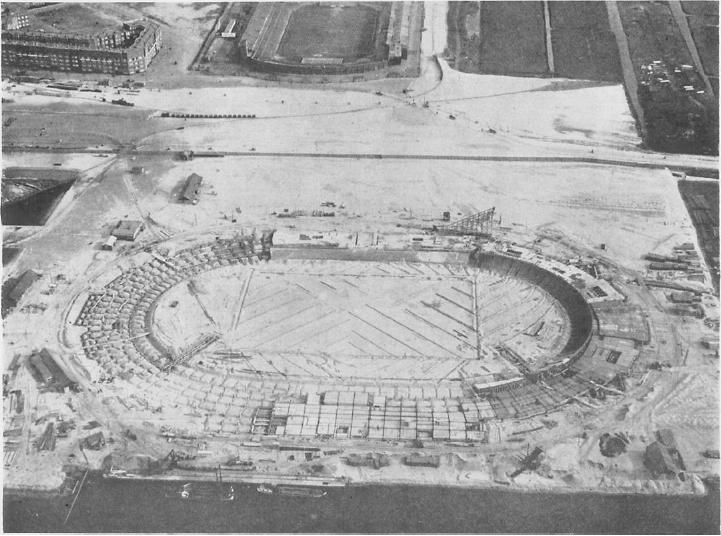
建設中のスタジアム（1927年）
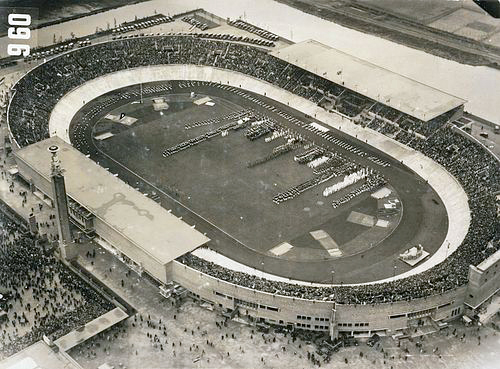
1928年のスタジアム
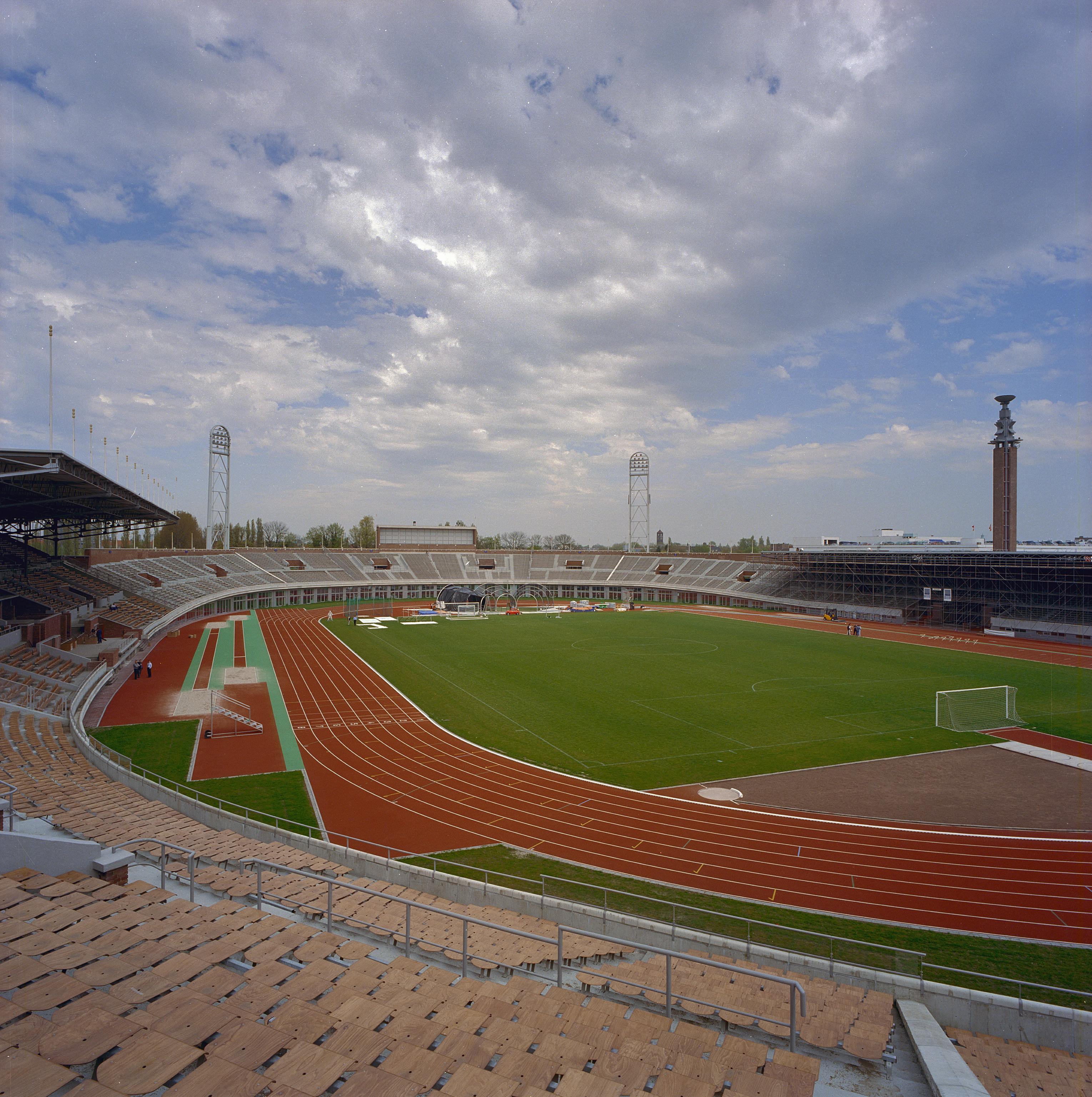
2000年のスタジアム
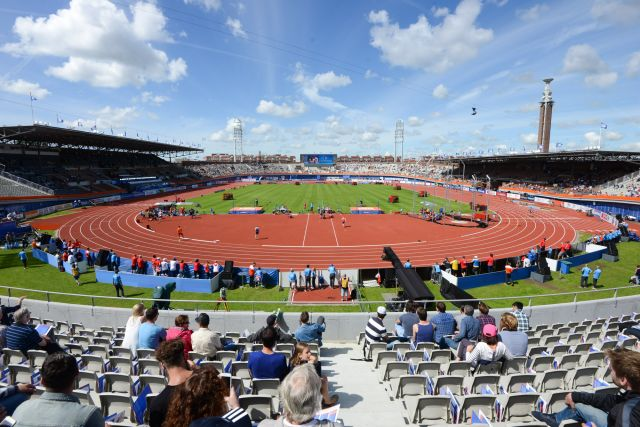
2016年のスタジアム
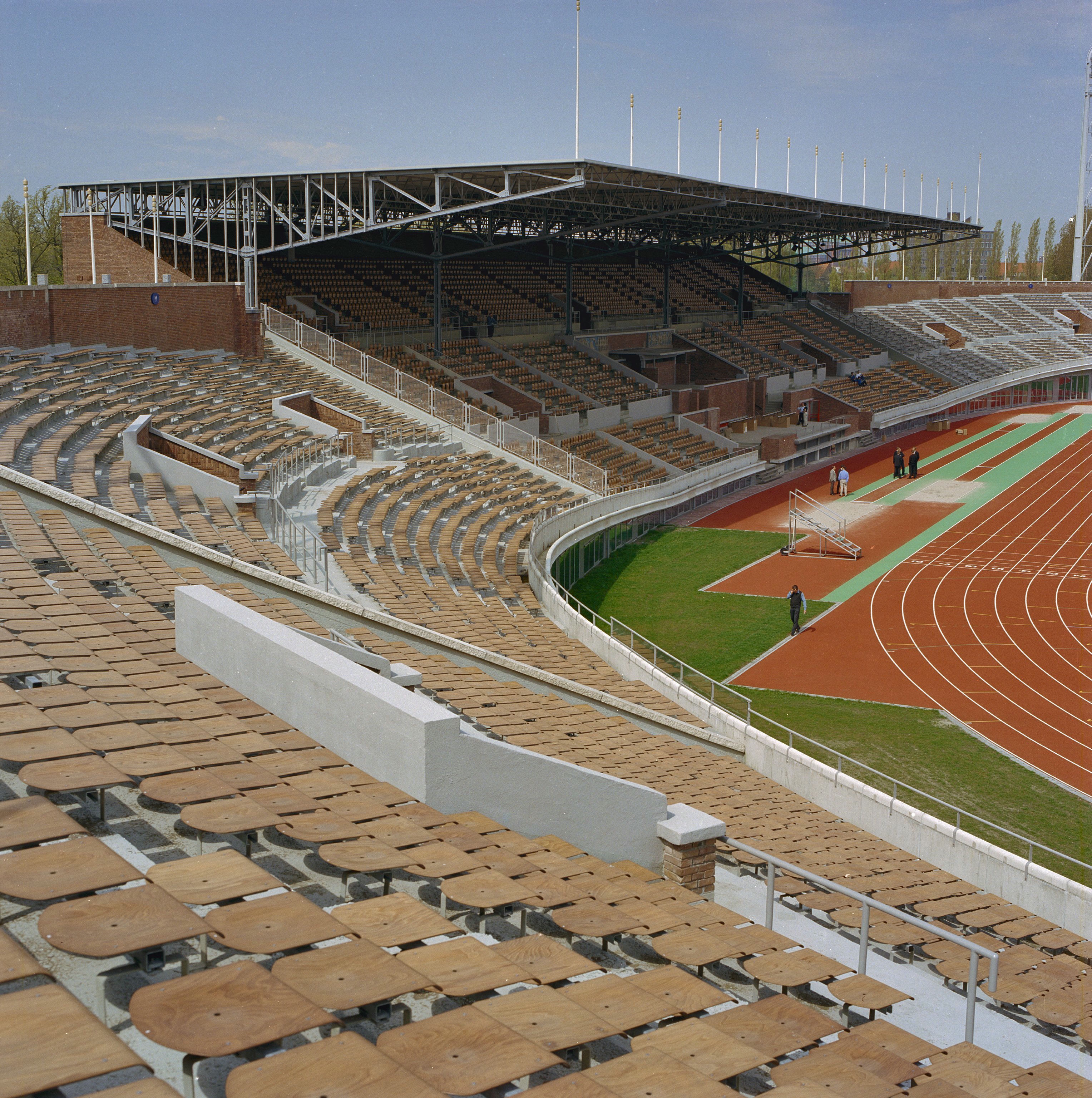
メインスタンドの内観
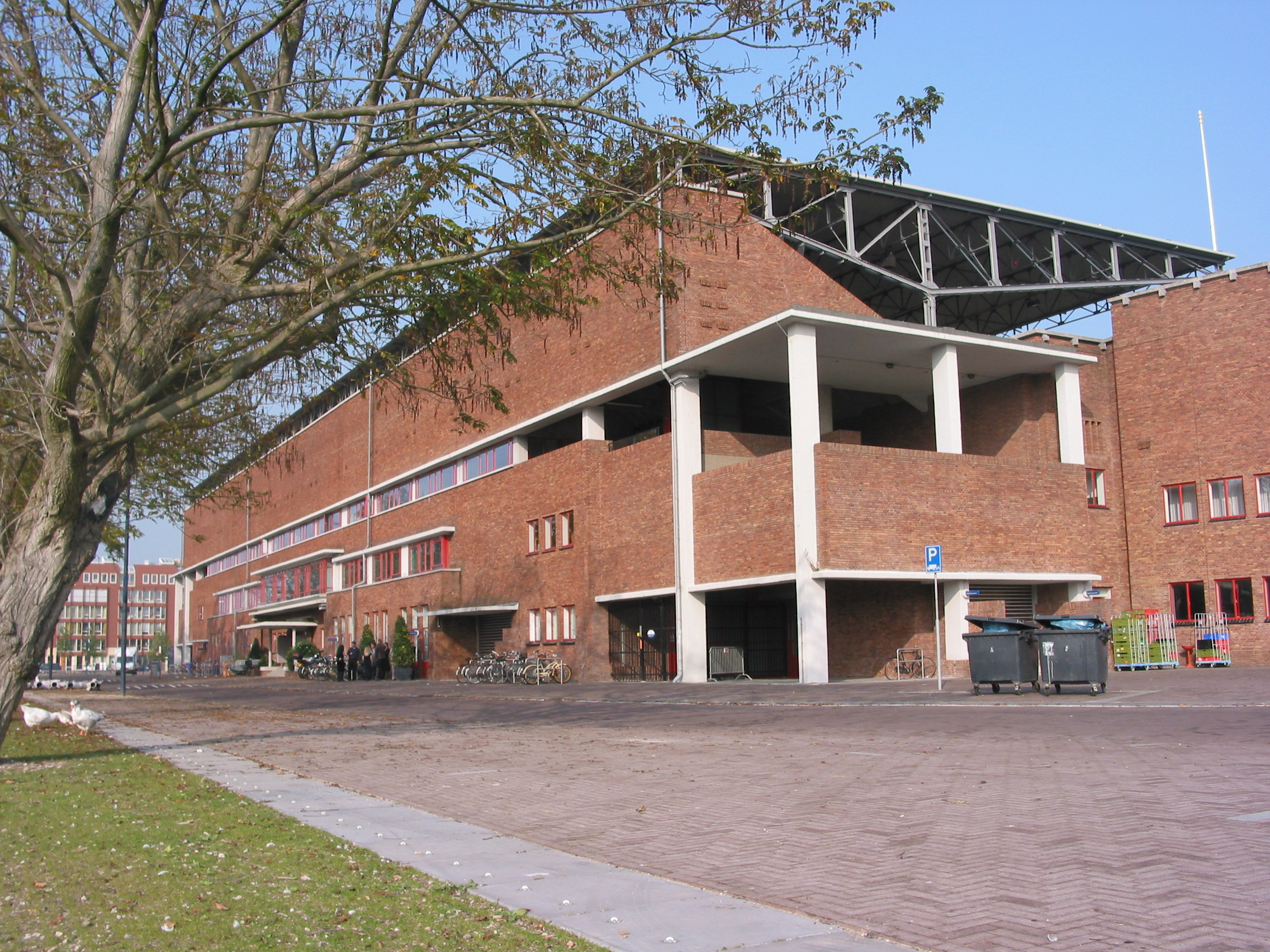
メインスタンドの外観
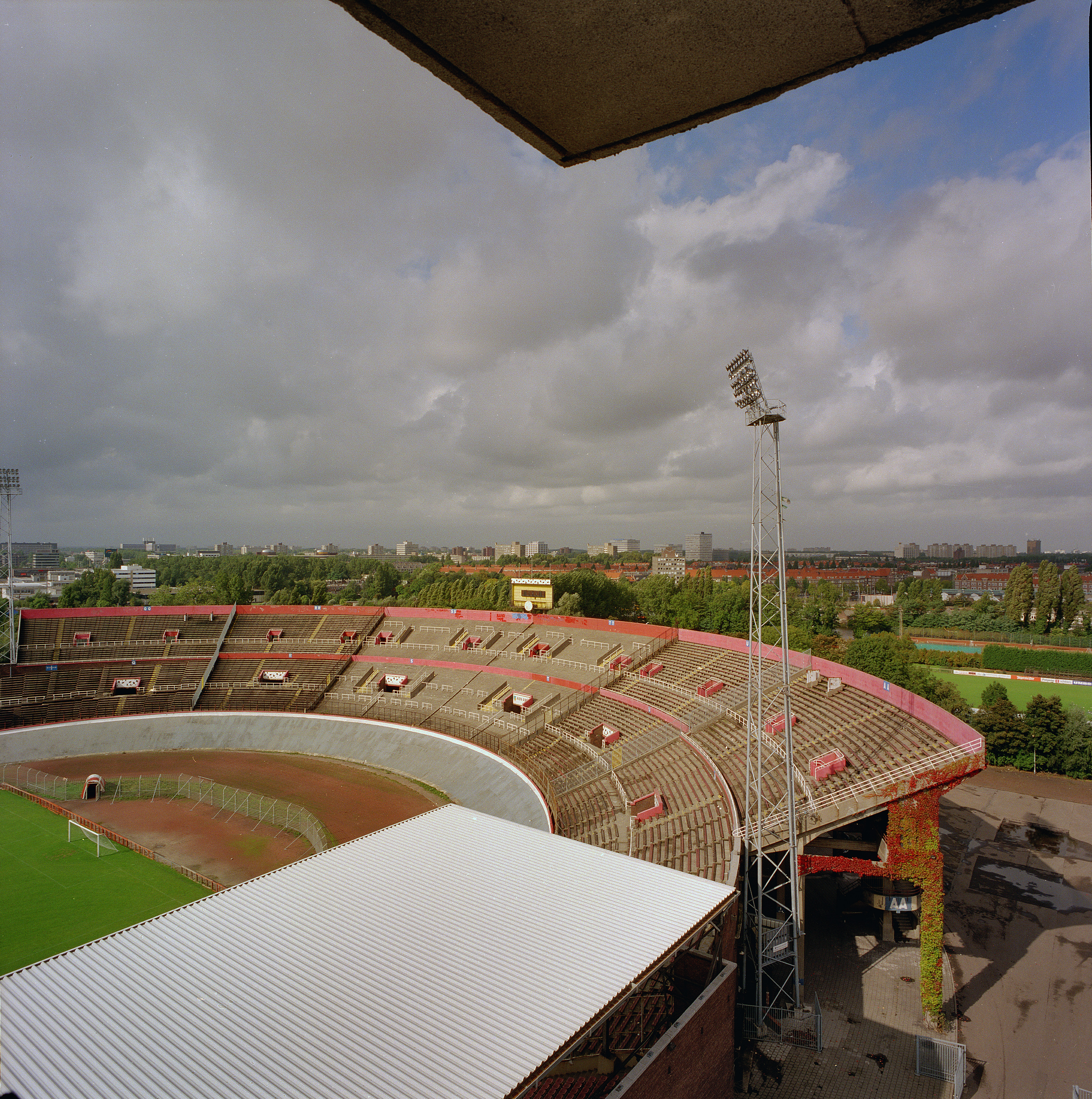
南スタンド